# Panketal

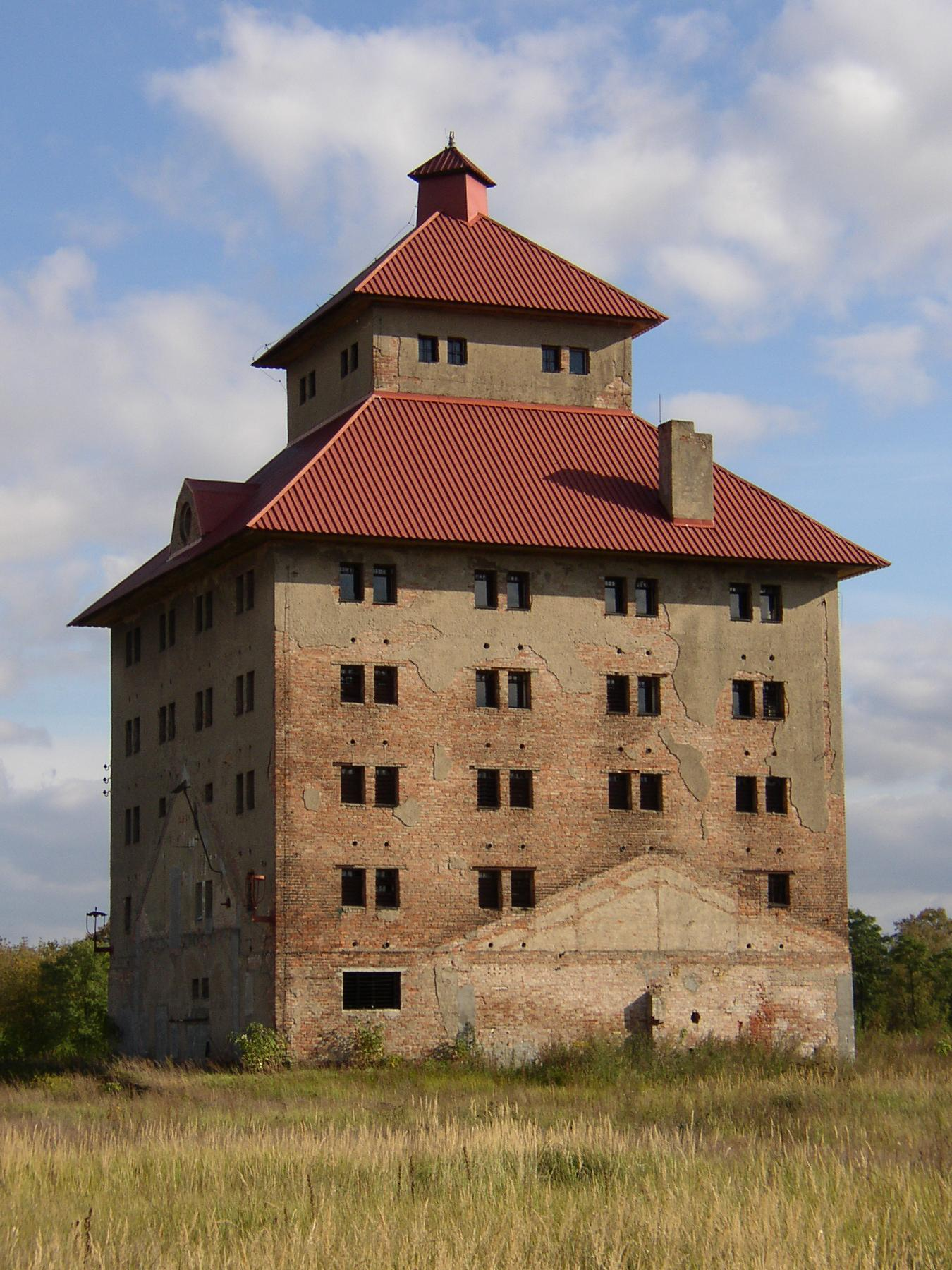
Hobrechtsfelde

Panketal là một đô thị ở the huyện Barnim, trong Brandenburg, Đức. Đô thị này có diện tích 25,82 km², dân số thời điểm ngày 31 tháng 12 năm 2006 là 19.022 người. Đô thị này có cự ly 15 km về phía đông bắc của Berlin (centre).